# Blanford-Flughund

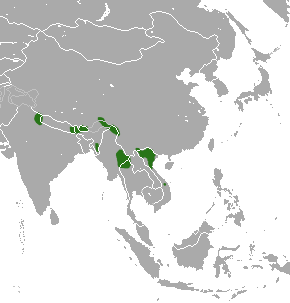
Verbreitungsgebiet von Sphaerias blanfordi.

Der Blanford-Flughund (Sphaerias blanfordi) ist ein Säugetier in der Familie der Flughunde und die einzige Art der Gattung Sphaerias. Das Artepitheton ehrt den englischen Zoologen William Thomas Blanford.

## Merkmale
Die Art zählt mit einer Kopf-Rumpf-Länge von 64 bis 80 mm sowie einer Unterarmlänge von 50 bis 52 mm zu den kleineren Flughunden. Ein Schwanz fehlt. Das weiche und dichte Fell hat oberseits eine graubraune Farbe, wogegen die Unterseite heller ist. Kennzeichnend ist die als schmaler Streifen ausgebildete Schwanzflughaut (Uropatagium) entlang der Oberschenkel bis zum oberen Bereich der Unterschenkel. Die Kronen der dicht aneinander stehenden Schneidezähne sind dreieckig und spitz. An den Kronen der Eckzähne befindet sich kein zweiter Höcker, was die Art von der Gattung Cynopterus unterscheidet.

## Verbreitung und Lebensweise
Der Blanford-Flughund kommt mit mehreren voneinander getrennten Populationen in Asien von Nepal, dem nördlichen Indien und Südchina bis Thailand und Vietnam vor. Der Flughund hält sich im Hügelland und in Gebirgen zwischen 308 und 2710 Metern Meereshöhe auf. Die Art wird oft in Wäldern mit einem Unterwuchs aus Bambus registriert, sie kommt auch in Nadel- und Eichenwäldern vor.
Exemplare der Art wurden in Netzen gefangen, die nur 0,8 bis 1,5 Meter über den Grund reichten, was vermuten lässt, dass der Blanford-Flughund eine tief fliegende Art ist.

## Status
Dieser Flughund ist potenziell durch Lebensraumzerstörung bedroht. Da er in Bereichen seines Verbreitungsgebiets häufig vorkommt, wird er von der IUCN als nicht gefährdet (Least Concern) gelistet.